# Basil Hume

Humes Kardinalswappen

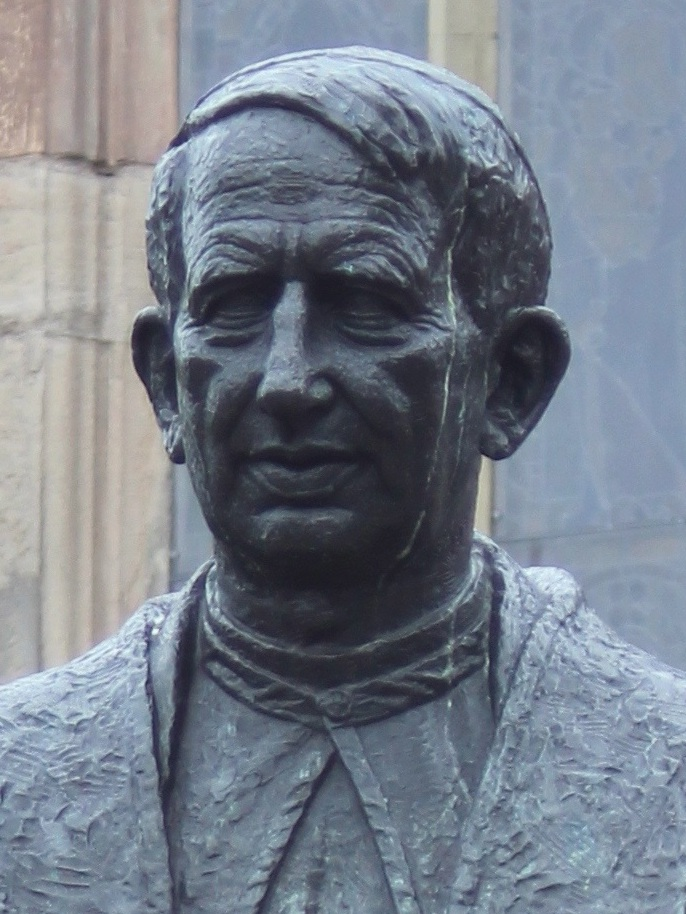
Statue von Basil Hume vor der katholischen Kathedrale von Newcastle, enthüllt von Königin Elisabeth II. im Jahr 2002

Basil Kardinal Hume OSB (* 2. März 1923 in Newcastle upon Tyne, Tyne and Wear, Vereinigtes Königreich als George Haliburton Hume; † 17. Juni 1999 in London) war Mönch in Ampleforth Abbey und römisch-katholischer Erzbischof von Westminster sowie von 1979 bis 1999 Vorsitzender der Bischofskonferenz von England und Wales.

## Leben
Basil Hume wurde 1923 als George Haliburton Hume als Sohn eines schottischen Arztes und einer französischen, katholischen Mutter geboren. Er hatte drei Schwestern und einen Bruder. Im Alter von 16 Jahren dachte er erstmals darüber nach, den Dominikanern beizutreten, wurde aber schließlich im September 1941 Novize bei den Benediktinern der Abtei Ampleforth in Yorkshire; dort erhielt er den Ordensnamen Basil.
Hume, der bereits ab 1933/34 auf dem Ampleforth College der Abtei Schüler gewesen war, studierte im Anschluss an sein Noviziat an der St Benet’s Hall in Oxford und der Universität Fribourg (Schweiz). 1945 legte er die ewige Profess auf Ampleforth Abbey ab, am 23. Juli 1950 empfing er die Priesterweihe. Nach den Studien nach Ampleforth zurückgekehrt, unterrichtete Pater Basil Hume dort moderne Fremdsprachen. 1963 wurde er zum Abt seines Klosters gewählt, was er bis zu seiner Erhebung zum Erzbischof von Westminster (1976) durch Papst Paul VI. blieb. Die Bischofsweihe spendete ihm am 25. März 1976 in der Westminster Cathedral Erzbischof Bruno Bernhard Heim, Apostolischer Delegat in Großbritannien; Mitkonsekratoren waren Basil Christopher Butler, Weihbischof im Erzbistum Westminster, und John Gerard McClean, Bischof von Middlesbrough
Am 24. Mai 1976 nahm ihn Paul VI. als Kardinalpriester mit der Titelkirche San Silvestro in Capite in das Kardinalskollegium auf. Seither war er Mitglied mehrerer Dikasterien. Von 1978 bis 1987 war er zudem Präsident des Rates der Europäischen Bischofskonferenzen.
Während des Konklaves, in dem Papst Johannes Paul II. gewählt wurde, gehörte Hume nach der Meinung vieler zu den Favoriten und wurde auch in der folgenden Zeit als ein Bischof mit hohen Chancen auf das Papstamt eingestuft.
1999 wurde er von Elisabeth II. mit dem Order of Merit ausgezeichnet. Im selben Jahr verstarb er im Alter von 76 Jahren an den Folgen eines Darmkrebsleidens und wurde in der Westminster Cathedral bestattet.

## Schriften
- Pilgerbuch des Lebens. Verlag Herder, Freiburg/Basel/Wien 1984, ISBN 3-451-20180-1.
- Das Mysterium des Kreuzes (= Topos Plus Taschenbücher. Band 373). Lahn-Verlag, Limburg/Kevelaer 2001, ISBN 3-7867-8373-X.